# I Know What I Like (In Your Wardrobe)
"I Know What I Like (In Your Wardrobe)" (en castellano: "Sé lo que me gusta (En tu guardarropa)") es la segunda canción del álbum Selling England by the Pound, del grupo inglés de Rock progresivo Genesis, publicado en 1973.
Fue la primera canción del grupo en convertirse en corte de un álbum y aparecer en los rankings, apareciendo también en un disco simple con dos lados, en el primer lado se encontraba "I Know What I Like (In Your Wardrobe)" y en el segundo "Twilight Alehouse", una canción que no había sido lanzada en un álbum de Genesis. Este álbum fue lanzado en el Reino Unido en agosto de 1973, pero la canción no se convertiría en éxito sino hasta abril de 1974.
"I Know What I Like (In Your Wardrobe)" es una canción pop más suave, provee un momento de descanso, luego de la canción de apertura: Dancing With The Moonlit Knight. La portada del álbum "Selling England by the Pound" está parcialmente inspirada en esta canción, con algunos elementos característicos de la misma, como la cortadora de césped.
Las letras de la canción, como muchas durante el período de Peter Gabriel en Genesis, cuentan una historia. Retrata a un joven guarda quien maneja una cortadora de césped para ganarse la vida y comparte su filosofía de vida, en la cual no desea crecer ni desea hacer cosas grandiosas, estando perfectamente feliz en su posición actual.
En cierta forma, la canción tiene un sonido más oriental, colmada de ritmos de percusión manual y un sitar eléctrico tocado por Mike Rutherford (en vivo era tocado por Steve Hackett), y adelanta parte de la música que tocaría Gabriel en su carrera como solista. El bajo de Rutherford también es muy prominente, y el guitarrista Steve Hackett utiliza un efecto único durante el principio y final de la canción para imitar el sonido de una cortadora de césped.
"I Know What I Like" fue el único éxito pop de los primeros años del grupo, en una época en la que la mayoría de las bandas de rock progresivo evitaban el mercado de los cortes y los discos simples. Su éxito no sería superado hasta la aparición de la canción "Follow You, Follow Me" en el álbum "And Then There Were Three", unos años más tarde, y permanece siendo el mayor éxito de la banda sin Phil Collins como vocalista.
En 1993, Fish, el excantante del grupo Marillion, hizo un cover de esta canción, apareciendo publicada en su álbum "Songs from the Mirror", además de ser la canción más tocada por las bandas tributo de Genesis como "The Musical Box".

## Formación
- Peter Gabriel: Voz, flauta.
- Steve Hackett: Guitarra eléctrica
- Mike Rutherford: Bajo, cítara eléctrica
- Tony Banks: Órgano Hammond, ARP Pro-Soloist
- Phil Collins: Batería, voz, percusión

- Datos: Q890947